# Sepino
Sepino (em latim: Saepinum) é uma comuna italiana da região do Molise, província de Campobasso, com cerca de 2.177 habitantes. Estende-se por uma área de 62 km², tendo uma densidade populacional de 35 hab/km². Faz fronteira com Cercemaggiore, Cercepiccola, Guardiaregia, Morcone (BN), Pietraroja (BN), San Giuliano del Sannio, Sassinoro (BN).
Faz parte da rede das Aldeias mais bonitas de Itália.

## Demografia
| Variação demográfica do município entre 1861 e 2011                               |
|                                                                                   |
| Fonte: Istituto Nazionale di Statistica (ISTAT) - Elaboração gráfica da Wikipedia |